# Naultinus stellatus
Espèce
Synonymes
- Naultinus elegans stellatus Hutton, 1872
- Naultinus pulcherrimus Buller, 1877

Statut CITES
Naultinus stellatus est une espèce de geckos de la famille des Diplodactylidae.

## Répartition

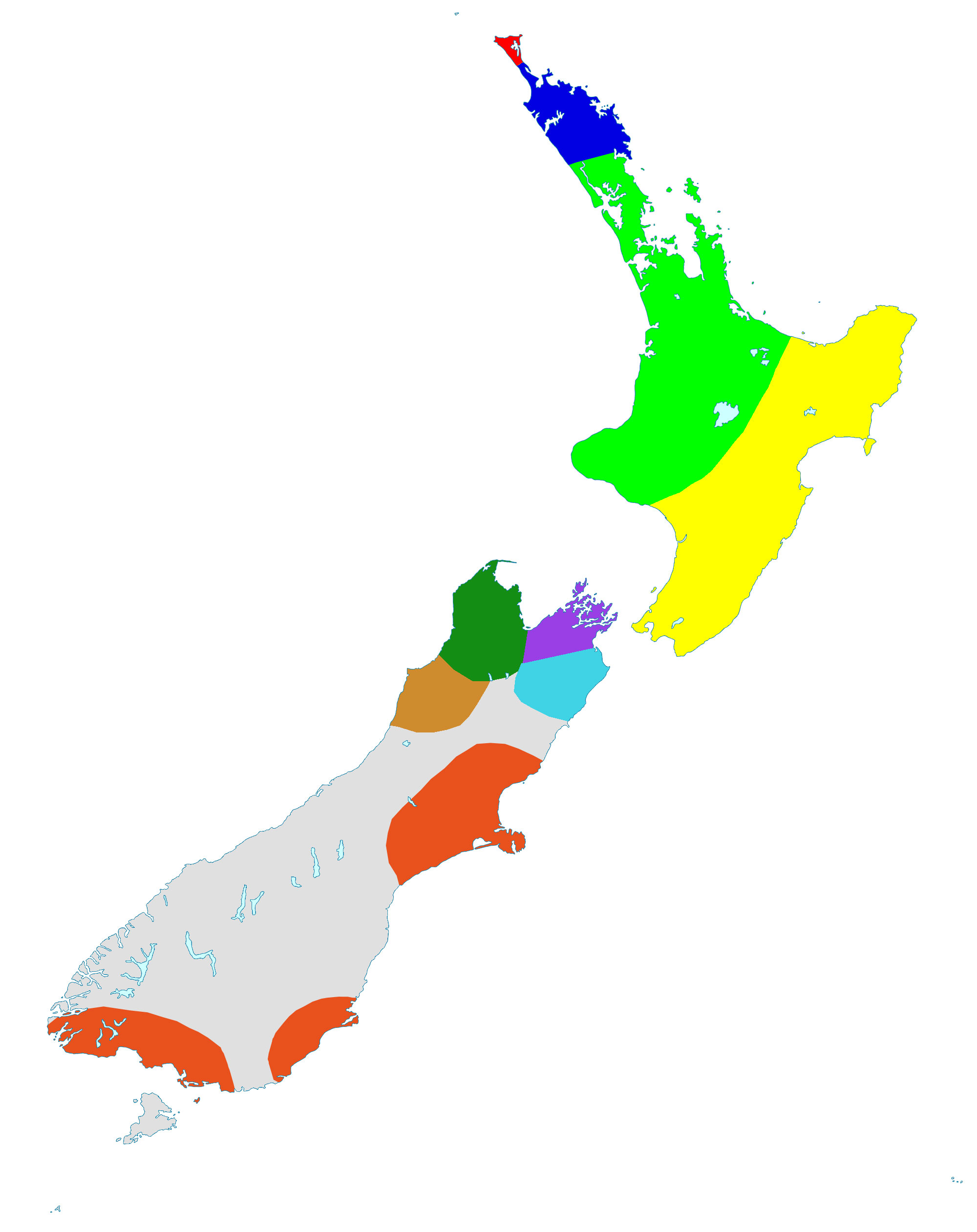
Distribution de Naultinus stellatus en vert sombre.

Cette espèce est endémique de Nouvelle-Zélande. Elle se rencontre dans le nord de l'île du Sud.

## Description
Ce gecko est vivipare.

## Publication originale
- Hutton, 1872 "1871" : Notes on the lizards of New Zealand, with descriptions of two new species. Transactions and Proceedings of the New Zealand Institute, vol. 4, p. 167-172 (texte intégral).